# Konfederacja (historia Polski)
Konfederacja (łac. confoederatio, związek) – związek zbrojny zawiązywany przez duchownych, szlachtę i miasta w celu realizacji własnych intencji lub w zastępstwie władzy państwowej, tworzony w Polsce i na Litwie w wiekach XIII-XIX. Jej genezy należy szukać w średniowiecznym prawie oporu (łac. ius resistendi) przeciwko władcy.
Charakterystyczną cechą konfederacji była przynależność imienna; spis jej członków sporządzano w akcie jej zawiązania. Jako że zawiązanie następowało dla realizacji z góry określonego celu, konfederacja miała charakter czasowy.

## Początki
Pierwszymi tego typu związkami były konfederacje miejskie, powoływane w latach 1298, 1302, 1310, 1350 przez miasta Wielkopolski. Miały na celu m.in. ochronę bezpieczeństwa handlu i spokoju publicznego poprzez tępienie rozboju na drogach. Konfederacja z 1350 roku przewidywała odbywanie wspólnych narad w razie niebezpieczeństwa, grożącego któremuś ze skonfederowanych miast.
Konfederacje wyłącznie rycerskie powstały w Polsce w drugiej połowie XIV wieku. Zwoływane były w obronie swobód szlacheckich przeciwko władzy centralnej, wpływom duchowieństwa i rozwojowi husytyzmu. W 1307 roku, w reakcji na zawiązanie konfederacji rycerskiej przeciwnej roszczeniom kleru, dotyczącym dziesięcin i sądownictwa, duchowieństwo zawiązało własną konfederację.
Konfederacje mogły być też tworzone przy osobie króla, w obronie majestatu; istniały też przypadki, gdy władca sam popierał ich postulaty i przyłączał się do związku. Konfederacje uznane za buntownicze wobec króla nazywano rokoszami.
W latach 1382 i 1384 zwołano konfederacje międzystanowe (mieszczan i szlachty) w Radomsku w celu ochrony bezpieczeństwa w państwie na czas bezkrólewia.

## Rzeczpospolita Obojga Narodów
W czasie bezkrólewia po śmierci Zygmunta Augusta w 1572 roku wykształcił się nowy rodzaj tego typu związków: konfederacja generalna lub konfederacja kapturowa, zastępująca najważniejsze instytucje państwa, które w normalnym trybie działały w imieniu króla, gdy nie było monarchy. Uchwały konfederacji generalnej stanowione były większością głosów.
Prawo do występowania poddanych przeciwko władcy gwarantował artykuł de non praestanda oboedientia konfederacji warszawskiej w 1573 roku, wywiedziony z przywileju mielnickiego z 1501, gdzie zapewniano senatorom prawo do uważania króla, który przekroczył swoje uprawnienia za tyrana.
W czasie konfederacji sejm zastępowała rada generalna konfederacji, której decyzje w razie konieczności zapadały większością głosów. Wybrany przez szlachtę marszałek konfederacji sprawował władzę wykonawczą wraz z królem i Senatem. W czasie obowiązywania konfederacji zawieszano przynajmniej de iure prawa szlachty (zakaz pozbawiania wolności i konfiskaty mienia bez wyroku sądowego).
Początkowo konfederacje obejmowały jedno tylko województwo bądź ziemię (konfederacja wojewódzka). Konfederację, która obejmowała całe państwo, nazywano konfederacją generalną. Konfederacje generalne zawiązywano osobno dla Korony i Wielkiego Księstwa Litewskiego. Władzę nad konfederacją obejmowała rada generalna konfederacji, na jej czele stał marszałek konfederacji, u boku którego stali konsyliarze. Zbrojną konfederacją dowodził regimentarz. Organem naczelnym konfederacji była walna rada, odpowiedzialna przed sejmem, wybierana przez sejmiki konfederackie. W czasie trwania konfederacji w jej organach obowiązywała zasada głosowania większością głosów. Ten ewenement ustrojowy doprowadził do powstania sejmu skonfederowanego. Kilka rad walnych konfederacji miało charakter sejmów nadzwyczajnych (1710, 1735).
Innym jeszcze rodzajem konfederacji były konfederacje wojskowe (lub żołnierskie), zawiązywane przez nieopłacane wojska Rzeczypospolitej.
Zawiązywania konfederacji w Rzeczypospolitej zakazała ostatecznie konstytucja sejmu niemego z 1717 roku, w rzeczywistości zasada ta nigdy nie była przestrzegana.
Sejm Czteroletni uchwalił ustawę zabraniającą tworzenia konfederacji, zapowiadającą karanie śmiercią inicjatorów takich związków.

## Konfederacje i rokosze w historii Polski
- Konfederacja Maćka Borkowica (1352–1358)
- Konfederacja Bartosza z Odolanowa (1381–1382)
- Konfederacja piotrkowska (1406)
- Konfederacja piotrkowska (1407)
- Konfederacja Zbigniewa Oleśnickiego (1438)
- Konfederacja Spytka z Melsztyna (1439)
- Konfederacja lwowska (1464)
- Wojna kokosza (1537)
- Konfederacja warszawska (1573)
- Konfederacja generalna (1587)
- Konfederacja rzeszowska (1587)
- Konfederacja wileńska (1599)
- Konfederacje wojska inflanckiego (1602–1608)
- Rokosz Zebrzydowskiego (1605)
- Konfederacja grodzieńska (1609–1610)
- Konfederacja Gdańska, Elbląga i Torunia (1615–1623)
- Konfederacja lwowska (1622)
- Konfederacja generalna (1632)
- Konfederacja generalna (1648)
- Konfederacja tyszowiecka (1655)
- Konfederacja w Wierzbołowie (1655)
- Konfederacja łańcucka (1656)
- Konfederacja szadowska (1656)
- Konfederacja kiejdańska (1656)
- Konfederacja w Choroszczy (1657)
- Konfederacja w Kamieńcu (1657)
- Konfederacja w Drohiczynie (1660)
- Związek Święcony (1661–1663)
- Związek Braterski (1661–1663)
- Rokosz Lubomirskiego (1665–1666)
- Konfederacja generalna (1668)
- konfederacja województw kujawskich 1670
- Konfederacja gołąbska (1672)
- Konfederacja szczebrzeszyńska (1672)
- Konfederacja generalna (1674)
- Konfederacja generalna (1696)
- Konfederacja Baranowskiego (1696–1697)
- Rokosz łowicki (1697)
- Konfederacja starogardzka (1703–1709)
- Konfederacja średzka (1703)
- Konfederacja warszawska (1704)
- Konfederacja sandomierska (1704)
- Konfederacja tarnogrodzka (1715)
- Konfederacja generalna (1733)
- Konfederacja grudziądzka (1733–1734)
- Konfederacja generalna Wielkiego Księstwa Litewskiego (1734)
- Konfederacja dzikowska (1734)
- Konfederacja generalna Wielkiego Księstwa Litewskiego (1764)
- Konfederacja słucka (1767)
- Konfederacja toruńska (1767)
- Konfederacja radomska (1767)
- Konfederacja barska (1768–1772)
- Konfederacja targowicka (1792–1793)
- Konfederacja grodzieńska (1793)
- Konfederacja Generalna Królestwa Polskiego (1812–1813)